# Nuklearunfall von Palomares

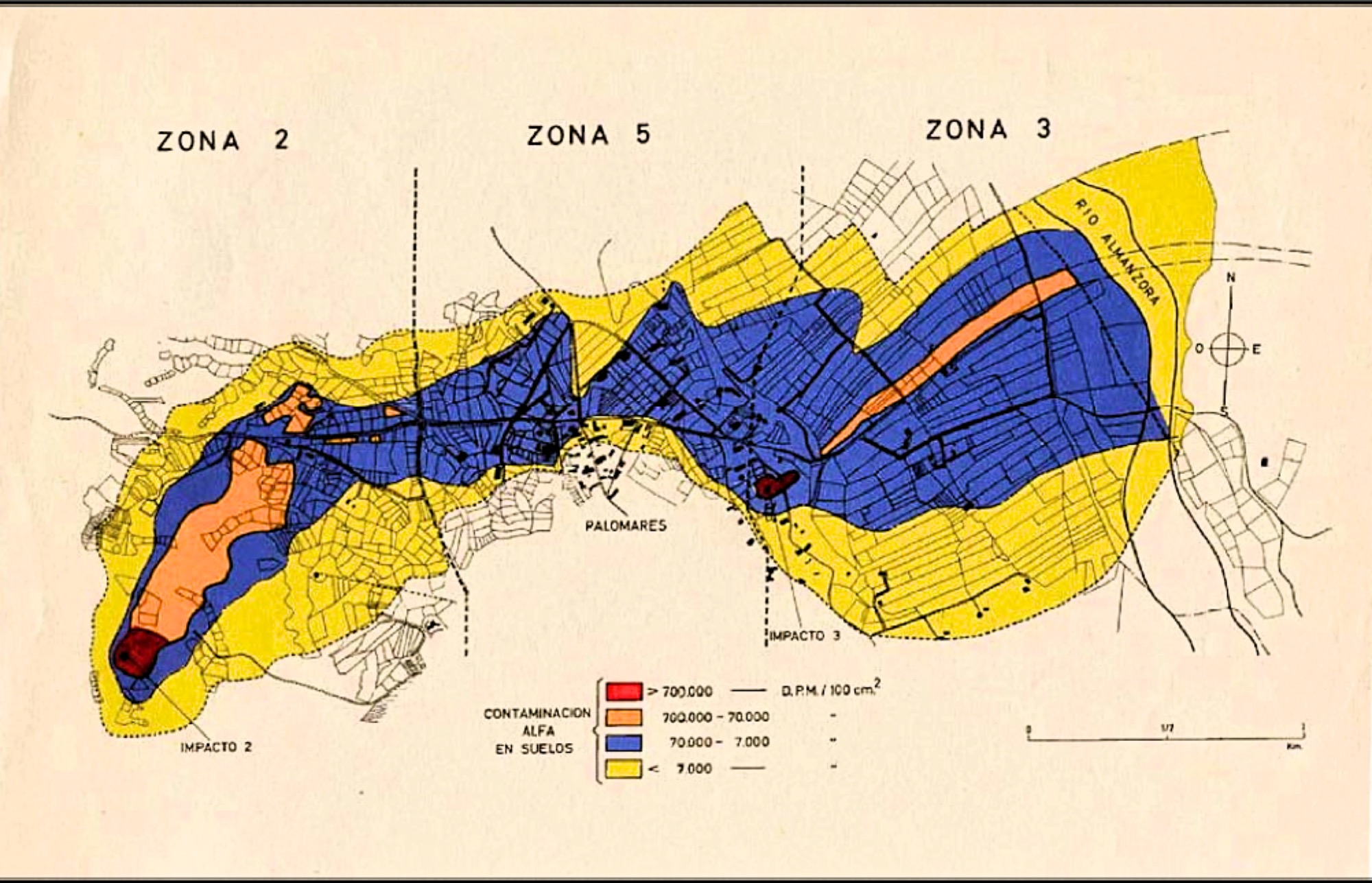
Unverfälschte maßstabsgetreue Karte der „Zone 0“ (435 Stunden). Anstelle dieser verheimlichten Karte wurden über vierzig Jahre hinweg in betrügerischer Absicht von den beiden beteiligten Ländern Karten mit 10- bis 12-fach geringeren Werten und einer viel kleineren radioaktiv verseuchten Fläche verwendet und veröffentlicht.

Der Nuklearunfall von Palomares mit Atomwaffen des Strategic Air Command der US Air Force geschah am 17. Januar 1966 bei Palomares, einem kleinen Ort an der spanischen Südostküste zwischen Almería und Cartagena. Ein mit vier Wasserstoffbomben bestückter US-Bomber und ein Tankflugzeug kollidierten in der Luft. Keine der Wasserstoffbomben explodierte, aber die mit Plutonium gefüllten Zünder von zwei der Bomben explodierten und verteilten mehrere Kilo radioaktives Plutonium-239 über die Landschaft. Die Franco-Diktatur spielte den Absturz herunter. Der Unfall ereignete sich während des Höhepunkts des Kalten Krieges, als die USA täglich zur Abschreckung atomar bewaffnete Kampfflugzeuge nahe der sowjetischen Grenze fliegen ließen. Die Bomben hatten die 100- bis 110-fache Sprengkraft der Hiroshima-Bombe.

## Hergang

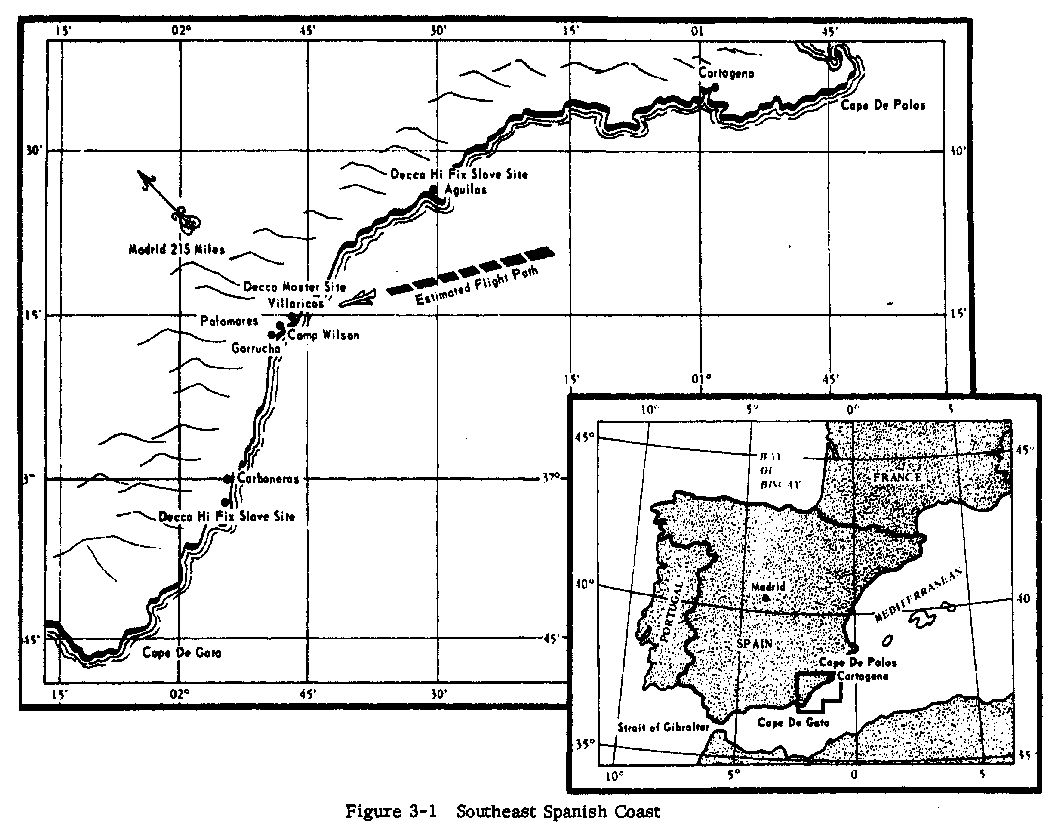
Flugroute

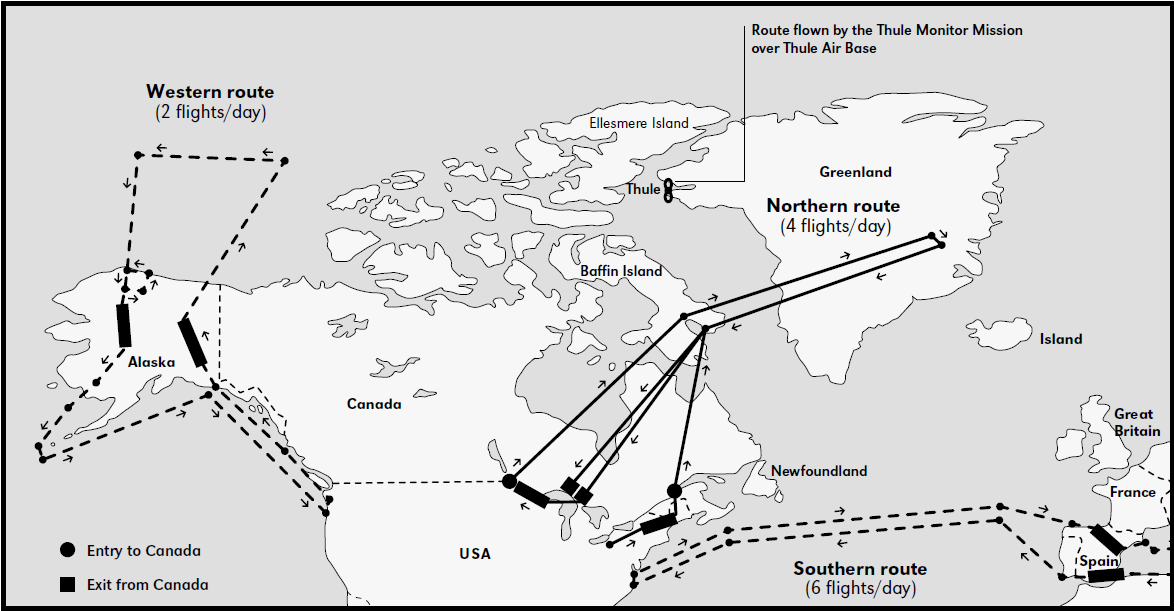
Tägliche Luftbereitschaftsmissionen im Zusammenhang mit der Operation Chrome Dome (Zeichnung von 1966)

Bei einer Luftbetankung in der Saddle Rock Refueling Area über der spanischen Mittelmeerküste kollidierte ein mit Wasserstoffbomben vom Typ B28RI bestückter B-52G-Bomber der 68th Bomb Wing, der im Rahmen der Operation Chrome Dome von der Seymour Johnson Air Force Base in North Carolina in den USA kam, mit einem KC-135-Tankflugzeug der US Air Force in 9000 Metern Höhe. Es kam zu einer Explosion, wobei die gut 150.000 Liter Treibstoff an Bord des Betankungsflugzeugs in Flammen aufgingen und beide Flugzeuge abstürzten. Alle vier Besatzungsmitglieder des Betankungsflugzeugs starben. Fünf Mitglieder der siebenköpfigen Bomberbesatzung konnten mit dem Schleudersitz aus dem Flugzeug aussteigen, allerdings öffnete sich bei einem der Fallschirm nicht, sodass insgesamt sieben der elf Soldaten starben. Ein Besatzungsmitglied landete auf dem spanischen Festland und drei weitere gingen einige Kilometer von der Küste entfernt im Meer nieder, wo sie durch spanische Fischer gerettet und ins Krankenhaus gebracht wurden.

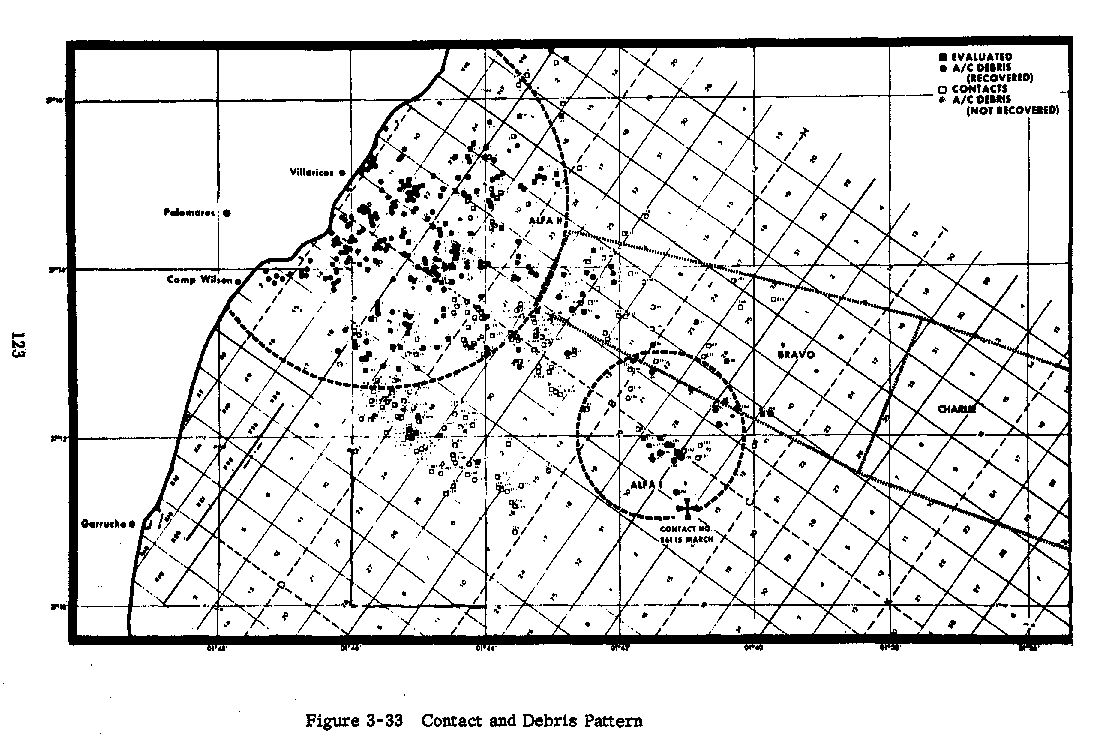
Suchgebiet der 4. Wasserstoffbombe

Drei der vier Wasserstoffbomben an Bord des B-52-Bombers, mit jeweils einem 1,45-MT-Gefechtskopf, stürzten im bewohnten Gebiet von Palomares auf den Boden, die vierte fiel acht Kilometer vor der Küste ins Meer. Die Sicherheitsvorkehrungen verhinderten eine thermonukleare Explosion, doch die hochexplosiven konventionellen Sprengladungen in zwei der Bomben detonierten und kontaminierten durch die radioaktiven Bestandteile der Sprengköpfe ca. 435 Hektar Agrarland, von denen über viele Jahrzehnte hinweg jedoch nur ca. 170 Hektar öffentlich bekannt gemacht wurden.
Die chemische Zusammensetzung des Waffenplutoniums wurde von Francos Regierungsapparat im Auftrag der USA strikt geheim gehalten. Es ist nie bekannt geworden, wie viel Waffenplutonium sichergestellt werden konnte. Schätzungen zufolge sind rund drei Kilogramm Plutonium-239 als feiner Staub freigesetzt worden. Das andalusische Dorf Palomares wurde nicht evakuiert und es wurde darauf verzichtet, es zu reinigen. Am 2. Februar 1966 einigten sich die Repräsentanten der amerikanischen und spanischen Atombehörden lediglich auf ein beschränktes Dekontaminierungsprogramm: Etwa 1400 Tonnen Erdboden radioaktiv kontaminierter Tomatenplantagen wurden abgetragen und mit dem Schiff USNS Boyce nach Aiken, South Carolina auf das Gelände der Savannah River Site zur Entsorgung gebracht.

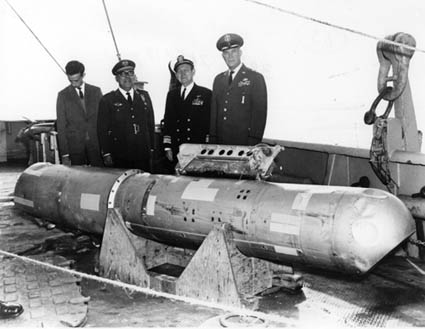
Die aus dem Meer geborgene Wasserstoffbombe

Mehr als 33 US-Kriegsschiffe riegelten das Gebiet der Absturzstelle der vierten Wasserstoffbombe im Mittelmeer ab, die der spanische Fischer Paco Orts, der die Bombe am Fallschirm hatte herunterkommen sehen, markieren konnte. Taucher, unter ihnen Carl Brashear, und Tauchboote suchten daraufhin den Meeresgrund ab. Erst am 7. April 1966 konnte durch das Bergungs-U-Boot DSV Alvin die Bombe aus einer Meerestiefe von 869 Metern geborgen und an Bord der USS Petrel gebracht werden. Die Bergungsoperation kostete sechs Millionen US-Dollar.
Der Vorfall rief Proteste von Atomkraft- und Nuklearwaffengegnern hervor und führte zu diplomatischen Verwicklungen zwischen Spanien und den USA. Vier Tage nach dem Vorfall erklärte die spanische Regierung, dass zukünftig keine Flüge von NATO-Flugzeugen über spanisches Territorium genehmigt würden, und am 29. Januar folgte ein formelles Verbot. Kaum zwei Monate nach dem Vorfall betrachtete die Franco-Diktatur die Angelegenheit als erledigt. Mit dem berühmten Bad am Strand von Palomares des damaligen Informations- und Tourismusministers Manuel Fraga Iribarne mit dem US-Botschafter Angier Biddle Duke vor geladener Presse wurde der Vorfall bagatellisiert.
Dieser Unfall sowie der Absturz eines Nuklearwaffen-beladenen B-52-Bombers nahe der Thule Air Base am 21. Januar 1968, bei dem es ebenfalls zu radioaktiver Kontamination kam, wobei nicht alle Teile der Wasserstoffbomben wiedergefunden werden konnten, führten schließlich zur Einstellung der Operation Chrome Dome, der Nuklearbomber-Strategie der Vereinigten Staaten.

Ein Teil der 5500 mit verstrahltem Erdreich und Pflanzenresten gefüllten Fässer, von denen 4810 in die USA verschifft wurden. Der Verbleib der restlichen Fässer ist ungeklärt.

In seinem Abschlussbericht von 1975 hielt das US-Verteidigungsministerium fest, dass der am Unfalltag herrschende Wind plutoniumhaltigen Staub aufgewirbelt habe und dass „das ganze Ausmaß der Verbreitung nie in Erfahrung zu bringen sein“ werde.

## Verheimlichung und Vertuschung, Spätfolgen und erneute Dekontamination
Die Bevölkerung wurde systematisch über das tatsächliche Ausmaß der Kontamination getäuscht. Die radioaktiv verseuchten Flächen wurden ohne jede Einschränkung zum Anbau landwirtschaftlicher Produkte freigegeben und über Jahrzehnte hinweg, zum Teil bis heute, genutzt. Erst im Jahr 2007 wurden einige der am stärksten kontaminierten Gebiete, insgesamt 40 Hektar, enteignet und als 5 Sperrzonen abgezäunt. Die bisher ergriffenen Maßnahmen werden von wissenschaftlicher Seite als völlig unzureichend betrachtet, insbesondere vor dem Hintergrund, dass die USA für ihr eigenes Land 100- bis 400-fach strengere Maßstäbe anlegen.
Erst 1985 erhielten die Bewohner Zugang zu ihren medizinischen Unterlagen. Rund 522 Einwohner von Palomares erhielten eine Entschädigung der US-Regierung in Höhe von insgesamt 600.000 US-Dollar und die Stadt weitere 200.000 US-Dollar für eine Entsalzungsanlage.
Nachmessungen im Jahr 2004 offenbarten eine weiterhin hohe Radioaktivität im Erdreich einiger Flächen in der Umgebung von Palomares. Die betroffenen Grundstücke (660 Hektar) wurden daraufhin im Eilverfahren enteignet, um eine Bebauung oder weitere landwirtschaftliche Nutzung zu verhindern. Im Oktober 2006 wurde zwischen der spanischen und US-Regierung die vollständige Dekontaminierung des betroffenen Geländes vereinbart. Die Kosten hierfür sollen zwischen beiden Staaten geteilt werden. Noch ist allerdings unklar, wie groß das Ausmaß der Belastung ist und auf welche Weise die Dekontaminierung erfolgreich durchgeführt werden kann. Im Oktober 2006 wurde bei Schnecken in der Nähe des Ortes deutlich erhöhte Radioaktivität festgestellt, woraufhin man weitere gefährliche Mengen Plutonium und Americium im Erdboden vermutete. Auch wurde belastetes Plankton im Meer festgestellt. Im Dezember 2009 wurde durch eine Veröffentlichung von Depeschen US-amerikanischer Botschaften durch WikiLeaks bekannt, dass der damalige spanische Außenminister Miguel Ángel Moratinos der US-Außenministerin Hillary Clinton mitteilte, die Veröffentlichung der Studie über die aktuelle radioaktive Belastung könne dazu führen, dass sich die öffentliche Meinung in Spanien gegen die USA richten könnte.
Die USA beendeten ihre Beteiligung an den fortlaufenden Kosten, die die Kontamination verursachte, mit der letzten Zahlung am 7. September 2009. Auch das Europäische Parlament befasste sich mit der Angelegenheit.
Im April 2010 traf sich eine Expertengruppe der Direktion der EU-Energieminister und führte eine Verifizierungsmission durch Palomares. Von dieser wurde empfohlen, die mit Plutonium kontaminierten Böden abzutragen und zu beseitigen.
In Spanien versuchte man, das Erdreich zu dekontaminieren, den Schätzungen nach befand sich noch ein halbes Kilogramm Waffenplutonium im Boden. Dabei waren die Spanier jedoch auf die Hilfe der Amerikaner angewiesen, weil es in Spanien keine Lagerstätte für die verseuchte Erde gab. Die Regierung der USA hielt die Spanier jedoch hin. Die anhaltende Geheimniskrämerei im Jahre 2011 erinnerte den Ökologen und Umweltschützer Igor Parra an die Franco-Zeit.
Im Oktober 2015 einigten sich Spanien und die USA darauf, dass die in Spanien bei Säuberungsarbeiten angefallene kontaminierte Erde (rund 50.000 Kubikmeter) in die USA verschifft werden, um dort endgelagert zu werden. US-Außenminister John Kerry unterzeichnete eine Vereinbarung mit seinem Amtskollegen José Manuel García-Margallo.
Im November 2018 berichtete die Tageszeitung El País, die spanische Regierung habe nach einer parlamentarischen Anfrage zu diesem Thema informiert, dass sich die Regierung von Donald Trump nicht an das unter der Regierung von Barack Obama geschlossene Abkommen gebunden fühle.
Anfang 2023 forderte Spanien abermals von den USA die Beseitigung der durch den Vorfall mit Plutonium radioaktiv verseuchten Hinterlassenschaften. Das spanische Außenministerium teilte mit, es würden keine weiteren Einzelheiten zu der Petition bekannt gegeben, bis eine offizielle Antwort der Regierung Biden vorliege. Der Tageszeitung El País zufolge drängten die Politiker auf eine schnelle Einigung, da im Dezember Parlamentswahlen stattfinden.
Insgesamt sind bisher nur etwa drei Prozent des kontaminierten Bodens abgetragen worden.

## Derzeitige Sperrzonen, eingerichtet 2007

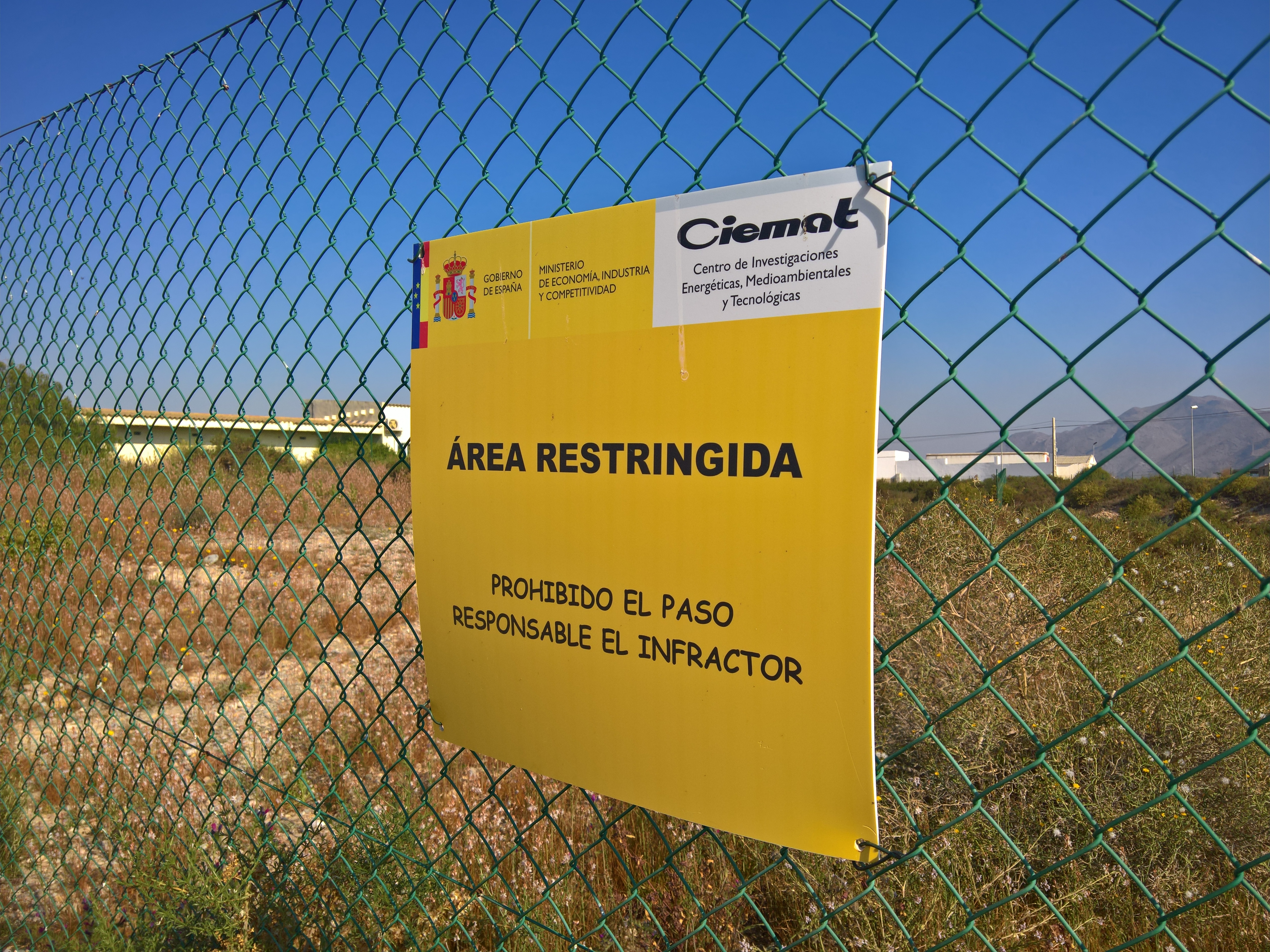
Umzäunung und Hinweisschild der Zone 1

Zählung der Zonen nach
- Radioaktive Sperrzone 1 bei Openstreetmap.org (dort als „Zone 2“ eingetragen)
- Radioaktive Sperrzone 2 bei Openstreetmap.org (dort als „Zone 2 bis“ eingetragen)
- Radioaktive Sperrzone 3 bei Openstreetmap.org (dort als „Zone 2 bis“ eingetragen)
- Radioaktive Sperrzone 4 bei Openstreetmap.org (dort als „Zone 3“ eingetragen)
- Radioaktive Sperrzone 5 bei Openstreetmap.org (dort als „Zone 6“ eingetragen)

Der 2010 empfohlene Schutz der verseuchten Gebiete in Palomares wurde nicht umgesetzt. Die Gebiete sind lediglich eingezäunt, mit Plutonium kontaminierter Staub und Niederschlagswasser gelangen ungehindert in die Umgebung. Anwohner berichten, „es gebe bereits Löcher in den Zäunen und Ziegen schlichen sich zum Grasen hinein“.